# Československá hokejová reprezentace v sezóně 1952/1953
Československá hokejová reprezentace v sezóně 1952/1953 sehrála celkem 10 zápasů.

## Přehled mezistátních zápasů
| Pořadí | Datum             | Soupeř    | Výsledek             | Soutěž                 | Místo utkání |
| ------ | ----------------- | --------- | -------------------- | ---------------------- | ------------ |
| 226.   | 28. září 1952     | NDR       | 14:1 (6:1, 6:0, 2:0) | přátelsky              | Berlín       |
| 227.   | 12. prosince 1952 | Švédsko   | 6:5 (2:2, 2:1, 2:2)  | přátelsky              | Stockholm    |
| 228.   | 14. prosince 1952 | Švédsko   | 5:4 (0:0, 3:2, 2:2)  | přátelsky              | Stockholm    |
| 229.   | 28. prosince 1952 | Norsko    | 9:0 (2:0, 3:0, 4:0)  | přátelsky              | Praha        |
| 230.   | 29. ledna 1953    | Švédsko   | 5:1 (2:0, 2:0, 1:0)  | přátelsky              | Praha        |
| 231.   | 31. ledna 1953    | Švédsko   | 1:5 (0:1, 0:2, 1:2)  | přátelsky              | Praha        |
| 232.   | 7. března 1953    | SRN       | 11:2 (4:1, 5:0, 2:1) | Mistrovství světa 1953 | Basilej      |
| 233.   | 8. března 1953    | Švýcarsko | 9:4 (4:0, 3:1, 2:3)  | Mistrovství světa 1953 | Basilej      |
| 234.   | 10. března 1953   | Švédsko   | 3:5 (1:5, 1:0, 1:0)  | Mistrovství světa 1953 | Basilej      |
| 235.   | 12. března 1953   | SRN       | 9:4 (4:2, 2:1, 3:1)  | Mistrovství světa 1953 | Curych       |

## Bilance sezóny 1952/53
| Soupeř    | Zápasy | Výhry | Remízy | Prohry | Skóre |
| --------- | ------ | ----- | ------ | ------ | ----- |
| NDR       | 1      | 1     | 0      | 0      | 14:1  |
| Norsko    | 1      | 1     | 0      | 0      | 9:0   |
| SRN       | 2      | 2     | 0      | 0      | 20:6  |
| Švédsko   | 5      | 3     | 0      | 2      | 20:20 |
| Švýcarsko | 1      | 1     | 0      | 0      | 9:4   |
| Celkem    | 10     | 8     | 0      | 2      | 72:31 |

## Další zápasy reprezentace
| Datum          | Soupeř             | Výsledek             | Soutěž    | Místo utkání |
| 27. září 1952  | Chemie Weisswasser | 12:5 (5:1, 3:3, 4:1) | přátelsky | Berlín       |
| 13. února 1953 | Moskva             | 2:8 (1:1, 0:3, 1:4)  | přátelsky | Moskva       |
| 15. února 1953 | Moskva             | 0:2 (0:0, 0:0, 0:2)  | přátelsky | Moskva       |
| 19. února 1953 | Leningrad          | 6:2 (2:0, 3:0, 1:2)  | přátelsky | Leningrad    |

## Přátelské mezistátní zápasy
Československo –  NDR 14:1 (6:1, 6:0, 2:0)
28. září 1952 – Berlín

Branky Československa: 3x Jiří Sekyra, 3x Karel Gut, 3x Miloslav Blažek, 2x Slavomír Bartoň, Miroslav Rejman, Vlastimil Bubník, Bronislav Danda.

Branka NDR: Gunter Schischefsky.
ČSR: Jan Richter (Jozef Záhorský) – Václav Bubník, Karel Gut, Miloslav Ošmera, Miroslav Nový – Vlastimil Bubník, Bronislav Danda, Miloslav Blažek - Miroslav Rejman, Slavomír Bartoň, Jiří Sekyra – Karol Fako, Vlastimil Hajšman, Oldřich Seiml.
 Československo –  Švédsko 6:5 (2:2, 2:1, 2:2)
12. prosince 1952 – Stockholm

Branky a nahrávky Československa: 2.ts Vlastimil Bubník, 10. Slavomír Bartoň (Miroslav Rejman), 28. Miroslav Nový, 31. Slavomír Bartoň, 51. Jiří Sekyra, 54. Miloslav Charouzd.

Branky a nahrávky Švédska: 3. Stig Carlsson (Erik Johansson), 7. Lars Pettersson, 37. Lars Björn, 41. Sven Tumba Johansson, 60. Holger Nurmela (Sven Tumba Johansson). 

Rozhodčí: Gosta Ahlin (SWE), Ladislav Tencza (TCH)

Vyloučení: 2:3 (využití 1:0) z toho Sven Thunman na 10 minut.          
ČSR: Jozef Záhorský – Miroslav Nový, Miloslav Ošmera, Karel Gut, Václav Bubník – Vlastimil Bubník, Bronislav Danda, Miloslav Charouzd – Miroslav Rejman, Slavomír Bartoň, Jiří Sekyra – Ladislav Horský.
Švédsko: Hans Isaksson – Ake Andersson, Rune Johansson, Sven Thunman, Lars Björn – Erik Johansson, Stig Carlsson, Göte Blomqvist – Holger Nurmela, Sven Tumba Johansson, Hans Öberg – Lars Pettersson, Lars-Erik Söderberg, Folke Gustafsson.
 Československo –  Švédsko 5:4 (0:0, 3:2, 2:2)
14. prosince 1952 – Stockhom

Branky a nahrávky Československa: 26. Jiří Sekyra (Miroslav Rejman), 33. Bronislav Danda (Vlastimil Bubník), 35. Slavomír Bartoň (Miroslav Nový), 46. Vlastimil Bubník (Karel Gut), 48. Vlastimil Bubník.

Branky a nahrávky Švédska: 28. Sven Tumba Johansson, 33. Hans Öberg, 59. Holger Nurmela, 60. Hans Öberg.

Rozhodčí: Gosta Ahlin (SWE), Ladislav Tencza (TCH)

Vyloučení: 3:1 (využití 1:0)    
ČSR: Jan Richter – Miroslav Nový, Miloslav Ošmera, Karel Gut, Václav Bubník – Vlastimil Bubník, Bronislav Danda, Miloslav Charouzd – Miroslav Rejman, Slavomír Bartoň, Jiří Sekyra – Ladislav Horský.
Švédsko: Hans Isaksson – Ake Andersson, Rune Johansson, Sven Thunman, Lars Björn – Erik Johansson, Stig Carlsson, Göte Blomqvist – Holger Nurmela, Sven Tumba Johansson, Hans Öberg – Lars Pettersson, Lars-Erik Söderberg, Åke Andersson
 Československo –  Norsko 9:0 (2:0, 3:0, 4:0)
28. prosince 1952 – Praha

Branky a nahrávky Československa: 2. Miloslav Charouzd (Vlastimil Bubník), 14. Václav Bubník, 32. Miroslav Rejman (Miloslav Charouzd), 39. Miloslav Charouzd (Vlastimil Bubník), 39. Václav Bubník, 41. Miloslav Charouzd, 43. Josef Seiler, 55. Vlastimil Bubník, 57. Vlastimil Bubník.

Rozhodčí: Johan Narvestad (NOR), Václav Beránek (TCH)

Vyloučení: 1:0 (využití 0:0)
ČSR: Jozef Záhorský, (30. Jan Richter) – Václav Bubník, Karel Gut, Miroslav Nový, Miloslav Ošmera – Vlastimil Bubník, Bronislav Danda, Miloslav Charouzd – Miroslav Rejman, Slavomír Bartoň, Jiří Sekyra – Josef Seiler, Miloslav Blažek, Ladislav Horský
Norsko: Arthur Kristiansen – Roar Bakke (Roar Pedersen), Bjørn Gulbransen, Per Hagfors, Per Voigt – Leif Solheim, Øyvind Solheim, Egil Bjerglund – Ragnar Rygel, Finn Gundersen, Jan Erik Adolfsen – Andersen
 Československo –  Švédsko 5:1 (2:0, 2:0, 1:0)
29. ledna 1953 – Praha

Branky a nahrávky Československa: 2. Miloslav Charouzd (Bronislav Danda), 6. Karel Gut (Vlastimil Bubník), 25. Jiří Sekyra, 36. Miloslav Charouzd (Vlastimil Bubník), 52. Miroslav Nový (Slavomír Bartoň).

Branky a nahrávky Švédska: 60. Hans Öberg.

Rozhodčí: Alf Axberg (SWE), Ladislav Tencza (TCH)

Vyloučení: 1:1 (využití 0:0) 
ČSR: Jan Richter – Jan Lidral, Karel Gut, Miroslav Nový, Miloslav Ošmera – Vlastimil Bubník, Bronislav Danda, Miloslav Charouzd – Miroslav Rejman, Slavomír Bartoň, Jiří Sekyra – Oldřich Sedlák, Ladislav Horský, Miloslav Vecko.
Švédsko: Hans Isaksson – Ake Lassas, Rune Johansson, Sven Thunman, Lars Björn, Vilgot Larsson – Sigurd Bröms, Sven Tumba Johansson, Hans Öberg – Folke Gustafsson, Stig Carlsson, Erik Johansson.
 Československo –  Švédsko 1:5 (0:1, 0:2, 1:2)
31. ledna 1953 – Praha

Branky a nahrávky Československa: 51. Miroslav Rejman (Slavomír Bartoň).

Branky a nahrávky Švédska: 17. Sven Tumba Johansson, 31. Sven Tumba Johansson, 34. Stig Carlsson (Erik Johansson), 47. Rune Magnusson (Stig Carlsson), 47. Sven Tumba Johansson (Hans Öberg).

Rozhodčí: Alf Axberg (SWE), Vůjtěch (TCH)

Vyloučení: 0:4 (využití 0:0)
ČSR: Jozef Záhorský – Jan Lidral, Karel Gut, Miroslav Nový, Miloslav Ošmera – Vlastimil Bubník, Bronislav Danda, Miloslav Charouzd (41. Miloslav Vecko) – Miroslav Rejman, Slavomír Bartoň, Jiří Sekyra - Miroslav Veselý, Ladislav Horský, Miloslav Vecko.
Švédsko: Hans Isaksson – Ake Lassas, Rune Johansson, Sven Thunman, Lars Björn – Sigurd Bröms, Sven Tumba Johansson, Hans Öberg – Rune Magnusson, Stig Carlsson, Erik Johansson – Folke Gustafsson, Lars-Erik Söderberg, Stig Påvels.

## Další zápasy reprezentace
Československo –  Chemie Weisswasser 12:5 (5:1, 3:3, 4:1)
27. září 1952 – Berlín

Branky Československa: 3x Sekyra, 2x Vlastimil Bubník, 2x Hajšman, 2x Seiml, Bartoň, Fako, Blažek.

Branky Chemie Weisswasser: ???
 Československo –  Moskva 2:8 (1:1, 0:3, 1:4)
13. února 1953 – Moskva

Branky Československa: 1:1 Miroslav Rejman, 2:5 Vlastimil Bubník.

Branky Moskvy: 0:1 Viktor Šuvalov, 1:2 Viktor Šuvalov, 1:3 Alexander Čerepanov, 1:4 Michail Byčkov, 1:5 Alexander Čerepanov, 2:6 Jevgenij Babič, 2:7 Alexandr Komarov, 2:8 Viktor Šuvalov.

Rozhodčí: Václav Beránek (TCH), Nikolaj Kanunnikov (URS)
ČSR: Jan Richter - Karel Gut, Stanislav Bacílek, Miroslav Nový, Miloslav Ošmera – Milan Vidlák, Bronislav Danda, Vlastimil Bubník - Jiří Sekyra, Slavomír Bartoň, Miroslav Rejman - Karel Bílek, Miroslav Kluc, Oldřich Seiml.
Moskva: Grigorij Mkrtyčan (Nikolaj Pučkov) - Alexandr Vinogradov, Pavel Žiburtovič, Alfred Kučevskij, Ivan Tregubov, Nikolaj Sologubov, Dmitrij Ukolov - Viktor Šuvalov, Valentin Kuzin, Alexandr Komarov - Alexandr Uvarov, Boris Petelin, Michail Byčkov - Alexander Čerepanov, Jevgenij Babič, Jurij Krylov.
 Československo –  Moskva 0:2 (0:0, 0:0, 0:2)
15. února 1953 – Moskva

Branky Moskvy: Alexandr Komarov, 58. Pavel Žiburtovič.

Rozhodčí: Václav Beránek (TCH), Andrej Starovojtov (URS)
ČSR: Jozef Záhorský - Karel Gut, Stanislav Bacílek, Miroslav Nový, Jan Lidral – Miloslav Charouzd, Bronislav Danda, Vlastimil Bubník - Jiří Sekyra, Slavomír Bartoň, Miroslav Rejman - Karel Bílek, Miroslav Kluc, Oldřich Seiml.
Moskva: Zaprigajev - Alexandr Vinogradov, Pavel Žiburtovič, Alfred Kučevskij, Ivan Tregubov, Nikolaj Sologubov, Dmitrij Ukolov - Viktor Šuvalov, Valentin Kuzin, Alexandr Komarov - Alexandr Uvarov, Boris Petelin, Michail Byčkov - Alexander Čerepanov, Jevgenij Babič, Jurij Krylov.